# Ratpenat cuallarg de Nigèria
El ratpenat cuallarg de Nigèria (Mops nigeriae) és una espècie de ratpenat de la família dels molòssids, que està amenaçat per la pèrdua del seu hàbitat natural.

## Subespècies
- M. n. nigeriae
- M. n. spillmani